# Saved by the Bell
Saved by the Bell (Salvados por la campana en España; Salvado por la campana en Hispanoamérica) es una serie de televisión estadounidense que narra la vida y peripecias de seis adolescentes en el instituto Bayside (California), emitida originalmente entre 1989 y 1993 en la cadena NBC. Es un spin-off de la serie Good Morning, Miss Bliss, en la que aparecían cuatro de los siete personajes (Zack, Screech, Lisa y el Sr. Belding). A su vez, Saved by the Bell originó una franquicia con dos series televisivas derivadas, una nueva versión de la serie original y dos películas para televisión.

## Reparto
- Mark-Paul Gosselaar como Zackary "Zack" Morris.
- Mario Lopez como Albert Clifford "A. C." Slater.
- Dustin Diamond como Samuel "Screech" Powers.
- Tiffani-Amber Thiessen como Kelly Kapowski.
- Elizabeth Berkley como Jessica 'Jessie' Spano.
- Lark Voorhies como Lisa Turtle.
- Dennis Haskins como Sr. Richard Belding
- Ed Alonzo como Max.
- Leana Creel como Tori Scott.
- Leah Remini como Stacey Carosi.
- Ernie Sabella como Leon Carosi.
- John Moschitta como Sr. George Testaverde.

## Argumento
La trama principal de la serie son las aventuras del grupo de 6 amigos. La acción se desarrolla principalmente en el instituto Bayside (aulas, pasillos, despacho del director) y en el Max, la hamburguesería en la que los chicos comen habitualmente y en la que tienen lugar todos aquellos eventos que no sean el baile del instituto.
En los primeros capítulos, las tramas apenas tenían trasfondo: travesuras de Zack Morris, problemas provocados por él y resolución con lección aprendida, aunque realmente nunca la aprendía. En estos capítulos cada personaje tenía un papel siempre idéntico respecto a Zack: Screech cargaba con las culpas y el trabajo sucio, Slater era el amigo/enemigo que le estropeaba los planes, Kelly era el objetivo que pretendía lograr, Lisa pasaba por allí y le daba la "información" o cotilleos de lo que se había enterado y Jessie intentaba ser la voz de la experiencia. 
Más adelante, y viendo que las tramas fáciles no daban para tanto, los capítulos comenzaron a tener unión entre ellos, como aquellos en los que Kelly engaña a Zack con Jeff, quien es su jefe en el Max y posteriormente rompen causando malestar en el grupo de amigos.
También intentaron hacer campaña pública contra las drogas poniendo como ejemplo al mundo del cine que, en un capítulo va a rodar un anuncio al instituto y el equipo de rodaje y el director terminan ofreciendo drogas a los alumnos que salen en el spot. Ellos, por supuesto, se niegan a tomarlas.
Algunos capítulos de la última temporada se basaron en la graduación de los chicos de Bayside y la grabación para recordar grandes momentos de la serie, donde expresaron a las próximas generaciones a valorar a la institución, los cuales, fueron emitidos originalmente el 10 de octubre de 1992 y fueron retransmitidos el 22 de mayo de 1993 con motivo de la finalización del año escolar, en consecuencia, la serie finalizó el 21 de noviembre de 1992.

## Personajes

### Principales
- Zackary "Zack" Morris

El protagonista de la serie. Líder del grupo de amigos, es un chico alto, guapo, listo y a veces algo infantil cuyo objeto de vanidad es su cabello y  que siempre se las arregla para salirse con la suya, siempre inventa planes y proyectos que son intentos de ganar dinero o el corazón de las muchachas por la vía fácil y que acaban metiéndolos en problemas, sin embargo solucionaba estos problemas siempre con otro plan que los salvaba de los problemas. Son frecuentes en él las relaciones amorosas y en ocasiones llegó a tener encuentros amorosos con todas las protagonistas principales de la serie, sin embargo el que más se destacó fue con el de Kelly Kapowski durante las primeras dos temporadas y una pequeña parte de la tercera que continuó hasta la siguiente serie y la película, donde finalmente contraen matrimonio. Suele explicar al público sus ideas y planes rompiendo directamente la cuarta pared para hablar con ellos.
- Albert Clifford "A.C." Slater

Estudiante nuevo al inicio de la serie. Guapo, musculoso y atlético; ha viajado por todo el mundo ya que su padre es oficial del ejército y constantemente es transferido de una base a otra. Durante la primera temporada, empieza a hacerle competencia a Zack (a quien llama "pimpollo") con Kelly y posteriormente en las temporadas subsecuentes se vuelven amigos, comienza una relación con Jessie Spano aunque a partir de un episodio ambos decidieron terminar su noviazgo de forma amistosa.
- Samuel "Screech" Powers

El mejor amigo de Zack. Hábil y muy inteligente en sus estudios, siendo un nerd, pero demasiado torpe para otras situaciones y muchas veces suele cargar con las culpas cuando Zack hace algo indebido. También termina metiendo en problemas al grupo o arruinando muchos de sus planes. Está enamorado de Lisa y busca declararle su amor eterno durante buena parte de la serie, aunque a partir de un episodio de las últimas temporadas (por insistencia definitiva de ella) la deja en paz.
- Kelly Kapowski

La chica guapa, simpática y líder de las animadoras. Es muy jovial y mantiene en vilo a Zack y A.C. luchando por ella durante la primera temporada de la serie, aunque termina por tener una relación con Zack que había terminado en rompimiento durante la segunda temporada, sin embargo terminaron volviendo en una pequeña parte de la tercera.
- Jessica "Jessie" Spano

La estudiante perfecta y una chica feminista y progresista. Resalta en las materias y le obsesionan sus estudios y la universidad a la que irá. Es la vecina de Zack y la mejor amiga de Kelly. Mantiene una relación con A.C. durante la segunda y tercera temporada que terminó por decisión de ambos de forma amistosa.
- Lisa Turtle

Una chica muy adicta a la moda y los chismes del instituto. Es un poco presumida pero noble en el fondo. Detesta que Screech la siga a todas partes y le declare su amor eterno aunque a partir de un episodio de las últimas temporadas (por insistencia definitiva de ella) la deja en paz, aunque terminaron siendo buenos amigos.
- Director Richard Belding

Es el director de la escuela. Mantiene una constante pelea con Zack para que éste deje de hacer travesuras. Intenta en la medida de lo posible, mantener el orden en el instituto.
- Tori Scott

(Temporada 4), es una alumna nueva que viste con una chaqueta de cuero que aparece en el último año del instituto durante unos episodios en los que Kelly y Jessie no aparecen sin darse ninguna explicación. Es algo masculina y le gustan los autos, motos y la mecánica. Sale con Zack durante unos episodios luego terminan solo como amigos. Desaparece de la serie sin saberse la causa.

### Malibu
- Stacey Carosi

(Interpretada por Leah Remini, sale en 6 episodios de la temporada 3). Es una joven que trabaja para su padre, León Carosi (interpretado por Ernie Sabella), en el resort de playa de Malibu Sands como gerente de personal, a cargo de algunos de los otros miembros de la pandilla "SPLC". Zack Morris se prende rápido de ella, y se sorprendió al saber que ella era la hija de su jefe. A lo largo del show, se ve que ella y Zack pasan del flirteo a la hostilidad y a un eventual romance, sellado por un beso bajo los fuegos artificiales durante la celebración del Cuatro de Julio, tuvo que dejar a Zack por irse a otra ciudad a empezar su carrera, y no volvió a aparecer en la serie.

### El Max
- Max

(Temporada 1 y 2, sale en 20 episodios), es el camarero del Max (restaurante donde siempre va la pandilla) y también un mago y consejero de la "pandilla SPLC". Desaparece de la serie sin explicación.

## Temporadas
- Good Morning, Miss Bliss (Buenos días, señorita Bliss)

| Temporada | Temporada | Episodios | Comienzo De La Temporada | Final De La Temporada   |
| --------- | --------- | --------- | ------------------------ | ----------------------- |
|           | 1         | 20        | 20 de agosto de 1989     | 16 de diciembre de 1989 |
|           | 2         | 18        | 8 de septiembre de 1990  | 23 de diciembre de 1990 |
|           | 3         | 27        | 14 de septiembre de 1991 | 21 de diciembre de 1991 |
|           | 4         | 21        | 12 de septiembre de 1992 | 21 de noviembre de 1992 |

## Spin-offs
La serie era un spin-off de Good morning, Miss Bliss, y esta a su vez, originó dos series cuando finalizó y también dos telefilmes.

### Salvado por la campana: Años de Universidad
Esta serie fue la continuación de la serie original y narraba las aventuras de Zack, Slater, Screech y Kelly en la Universidad de California. A pesar de haber tenido un éxito comparable a su predecesora, tan solo duró una temporada que terminó cuando Zack le pedía matrimonio a Kelly y preparaban todo para la boda (cuyo final del último episodio hablaban de sus intenciones de casarse en Las Vegas, esto en referencia a la película Salvado por la campana: Boda en Las Vegas estrenada ese mismo año) debido a los múltiples compromisos del elenco por otros proyectos, especialmente de Tiffani-Amber Thiessen, quien se incorporó posteriormente a la serie Beverly Hills 90210.

### Salvado por la campana: La nueva generación/La nueva clase (ESP)
Esta serie constaba de las aventuras de un nuevo grupo de estudiantes en el Instituto Bayside, con el Señor Belding de director que se consideraban perfiles muy parecidos a los protagonistas originales. Durante la segunda temporada, Screech regresa a la serie como maestro y ayudante del Sr. Belding y adicionalmente Mark-Paul Gosselaar, Mario López y Lark Voorhies hicieron un cameo en un capítulo volviendo a interpretar a sus respectivos personajes. La serie tuvo hasta siete temporadas (1993 - 2000), aunque se caracterizó por numerosos cambios de elenco. A su vez, varias historias resultaron bastante calcadas de episodios de la serie original y no tuvieron tanto éxito.

### Telefilmes
La serie rodó también dos telefilmes, que eran como episodios de más de una hora de duración:
- Salvado por la campana: movida en Hawái (1992): La pandilla (Zack, Kelly, Slater, Screech, Jessie y Lisa) viajan a Hawái donde casualmente el Sr. Belding también iba de vacaciones junto con algunos acompañantes.
- Salvado por la campana: Boda en Las Vegas (1994): Zack y Kelly deciden casarse y se van a Las Vegas, pese a la oposición de sus padres. Este telefilm reunió parte de los elencos de las diferentes series incluyendo todos los protagonistas originales.
- Tenían previsto hacer un telefilme en 2022 con motivo de los 30 años del final de la serie original con todo el reparto original. Por el momento este proyecto se ha pospuesto sin fecha fija de rodaje.